# Pelléas et Mélisande (Fauré)
Pelléas et Mélisande, op. 80, és la música incidental que va compondre i dirigir el 1898 Gabriel Fauré per a la producció londinenca de la peça de teatre homònima de Maeterlinck.
La música va ser un encàrrec de l'actriu Patrick Campbell que desitjava estrenar l'obra a Londres i que primer havia optat per encarregar-la a Debussy, que en aquell moment componia l'òpera homònima. Després de la negativa de Debussy, Campbell li va fer l'encàrrec a Fauré, que va acceptar tot i tenir poc temps per completar-la, i fins i tot va haver de deixar l'orquestració en mans del seu deixeble Charles Koechlin.
La peça de teatre va ser estrenada el 21 de juny de 1898 al Teatre Príncep de Gal·les, i va obtenir un èxit rotund.
El 1900, Fauré va transformar l'obra en una suite en cinc moviments, revisant l'orquestració per acostar-la més a l'estil de Maeterlink. L'estrena d'aquesta suite es va dur a terme el 3 de febrer de 1901 per l'Orchestre Lamoureux, dirigida per Camille Chevillard. En aquesta ocasió es va ometre el tercer moviment, la chanson de Mélisande. Avui dia aquesta pràctica és habitual i moltes de les gravacions de l'obra fan servir aquesta versió. La suite també ha estat arranjada per a piano sol i per a duo de pianos. La siciliene s'ha popularitzat en la seva versió per a flauta i piano. Fauré va reutilitzar en aquest moviment part de la música incidental per a la peça de teatre El burgès gentilhome, que va iniciar el 1893 i havia deixat inacabada.

## Moviments de la suite
1. Prélude - Quasi adagio
2. Fileuse - Andantino quasi allegretto
3. Chanson de Mélisande
4. Siciliene - Allegretto molto moderato
5. La Mort de Mélisande - Molto adagio